# Нидеркасел
Нидеркасел (њем. Niederkassel) град је у њемачкој савезној држави Северна Рајна-Вестфалија. Једно је од 19 општинских средишта округа Рајн-Зиг. Према процјени из 2010. у граду је живјело 37.205 становника. Посједује регионалну шифру (AGS) 5382044, NUTS (DEA2C) и LOCODE (DE NKL) код.

## Географски и демографски подаци
Нидеркасел се налази у савезној држави Северна Рајна-Вестфалија у округу Рајн-Зиг. Град се налази на надморској висини од 55 метара. Површина општине износи 35,8 km². У самом граду је, према процјени из 2010. године, живјело 37.205 становника. Просјечна густина становништва износи 1.040 становника/km².

## Међународна сарадња
| Мјесто  | Држава | Врста сарадње | Од    |
| ------- | ------ | ------------- | ----- |
| Лимасол | Кипар  | партнерство   | 1989. |
| Извор   |        |               |       |